# Michel Henry (abbé)
Pour les articles homonymes, voir Abbé Henry, Michel Henry (homonymie) et Henry.
L'abbé Michel Henry (1752-1829) servit d'agent de liaison entre le clergé du Léon et Mgr Jean-François de La Marche, dernier évêque du Léon, réfugié en Angleterre pendant la Révolution française. Sous des déguisements variés, et avec un cran remarquable, il dirigea le diocèse pendant la tourmente et lutta contre l'esprit révolutionnaire à l'aide de compositions en langue bretonne, de chansons surtout, dont un grand nombre a été perdu.